# Grand Prix Nizozemska 1978
Grand Prix Nizozemska 1978 (oficiálně XXVII Grote Prijs van Nederland) se jela na okruhu Circuit Zandvoort v Zandvoortu v Nizozemsku dne 27. srpna 1978. Závod byl třináctým v pořadí v sezóně 1978 šampionátu Formule 1.

## Předběžná kvalifikace
| Poř. | No. | Jezdec           | Konstruktér   | Čas     | Ztráta |
| ---- | --- | ---------------- | ------------- | ------- | ------ |
| 1    | 33  | Bruno Giacomelli | McLaren-Ford  | 1:19.59 | —      |
| 2    | 30  | Brett Lunger     | McLaren-Ford  | 1:20.01 | +0.42  |
| 3    | 37  | Arturo Merzario  | Merzario-Ford | 1:20.32 | +0.73  |
| 4    | 32  | Keke Rosberg     | Wolf-Ford     | 1:20.46 | +0.87  |
| 5    | 29  | Nelson Piquet    | McLaren-Ford  | 1:20.52 | +0.93  |
| 6    | 31  | René Arnoux      | Martini-Ford  | 1:20.52 | +0.93  |
| 7    | 25  | Héctor Rebaque   | Lotus-Ford    | 1:20.95 | +1.36  |
| DNPQ | 23  | Harald Ertl      | Ensign-Ford   | 1:21.00 | +1.41  |
| DNPQ | 39  | Danny Ongais     | Shadow-Ford   | 1:21.41 | +1.82  |
| DNPQ | 36  | Rolf Stommelen   | Arrows-Ford   | 1:22.24 | +2.65  |

## Závod
| Poř.   | No. | Jezdec                | Konstruktér        | Počet kol | Čas/Odstoupení | Pořadí na startu | Body |
| ------ | --- | --------------------- | ------------------ | --------- | -------------- | ---------------- | ---- |
| 1      | 5   | Mario Andretti        | Lotus-Ford         | 75        | 1:41:04.23     | 1                | 9    |
| 2      | 6   | Ronnie Peterson       | Lotus-Ford         | 75        | + 0.32         | 2                | 6    |
| 3      | 1   | Niki Lauda            | Brabham-Alfa Romeo | 75        | + 12.21        | 3                | 4    |
| 4      | 2   | John Watson           | Brabham-Alfa Romeo | 75        | + 20.92        | 8                | 3    |
| 5      | 14  | Emerson Fittipaldi    | Fittipaldi-Ford    | 75        | + 21.50        | 10               | 2    |
| 6      | 12  | Gilles Villeneuve     | Ferrari            | 75        | + 45.95        | 5                | 1    |
| 7      | 11  | Carlos Reutemann      | Ferrari            | 75        | + 1:00.52      | 4                |      |
| 8      | 26  | Jacques Laffite       | Ligier-Matra       | 74        | + 1 kolo       | 6                |      |
| 9      | 8   | Patrick Tambay        | McLaren-Ford       | 74        | + 1 kolo       | 14               |      |
| 10     | 7   | James Hunt            | McLaren-Ford       | 74        | + 1 kolo       | 7                |      |
| 11     | 25  | Héctor Rebaque        | Lotus-Ford         | 74        | + 1 kolo       | 20               |      |
| 12     | 20  | Jody Scheckter        | Wolf-Ford          | 73        | + 2 kola       | 15               |      |
| Ret    | 33  | Bruno Giacomelli      | McLaren-Ford       | 60        | Smyk           | 19               |      |
| Ret    | 16  | Hans-Joachim Stuck    | Shadow-Ford        | 56        | Převodovka     | 18               |      |
| Ret    | 31  | René Arnoux           | Martini-Ford       | 40        | Šasi           | 23               |      |
| Ret    | 37  | Arturo Merzario       | Merzario-Ford      | 40        | Motor          | 26               |      |
| DSQ    | 19  | Vittorio Brambilla    | Surtees-Ford       | 37        | Ulitý start    | 22               |      |
| Ret    | 15  | Jean-Pierre Jabouille | Renault            | 35        | Motor          | 9                |      |
| Ret    | 30  | Brett Lunger          | McLaren-Ford       | 35        | Motor          | 21               |      |
| Ret    | 32  | Keke Rosberg          | Wolf-Ford          | 21        | Nehoda         | 24               |      |
| Ret    | 27  | Alan Jones            | Williams-Ford      | 17        | Klapka         | 11               |      |
| Ret    | 29  | Nelson Piquet         | McLaren-Ford       | 16        | Převodovka     | 25               |      |
| Ret    | 4   | Patrick Depailler     | Tyrrell-Ford       | 13        | Motor          | 12               |      |
| Ret    | 22  | Derek Daly            | Ensign-Ford        | 10        | Převodovka     | 16               |      |
| Ret    | 35  | Riccardo Patrese      | Arrows-Ford        | 0         | Nehoda         | 13               |      |
| Ret    | 3   | Didier Pironi         | Tyrrell-Ford       | 0         | Nehoda         | 17               |      |
| DNS    | 18  | Rupert Keegan         | Surtees-Ford       |           | Zranění        |                  |      |
| DNQ    | 17  | Clay Regazzoni        | Shadow-Ford        |           |                |                  |      |
| DNQ    | 10  | Michael Bleekemolen   | ATS-Ford           |           |                |                  |      |
| DNQ    | 9   | Jochen Mass           | ATS-Ford           |           |                |                  |      |
| DNPQ   | 23  | Harald Ertl           | Ensign-Ford        |           |                |                  |      |
| DNPQ   | 39  | Danny Ongais          | Shadow-Ford        |           |                |                  |      |
| DNPQ   | 36  | Rolf Stommelen        | Arrows-Ford        |           |                |                  |      |
| Zdroj: |     |                       |                    |           |                |                  |      |

## Průběžné pořadí po závodě
Pohár jezdců
| Pořadí | Jezdec            | Body |
| ------ | ----------------- | ---- |
| 1      | Mario Andretti    | 63   |
| 2      | Ronnie Peterson   | 51   |
| 3      | Niki Lauda        | 35   |
| 4      | Patrick Depailler | 32   |
| 5      | Carlos Reutemann  | 31   |
| Zdroj: |                   |      |

Pohár konstruktérů
| Pořadí | Konstruktér        | Body |
| ------ | ------------------ | ---- |
| 1      | Lotus-Ford         | 85   |
| 2      | Brabham-Alfa Romeo | 44   |
| 3      | Ferrari            | 36   |
| 4      | Tyrrell-Ford       | 36   |
| 5      | Ligier-Matra       | 16   |
| Zdroj: |                    |      |